# Водобуд

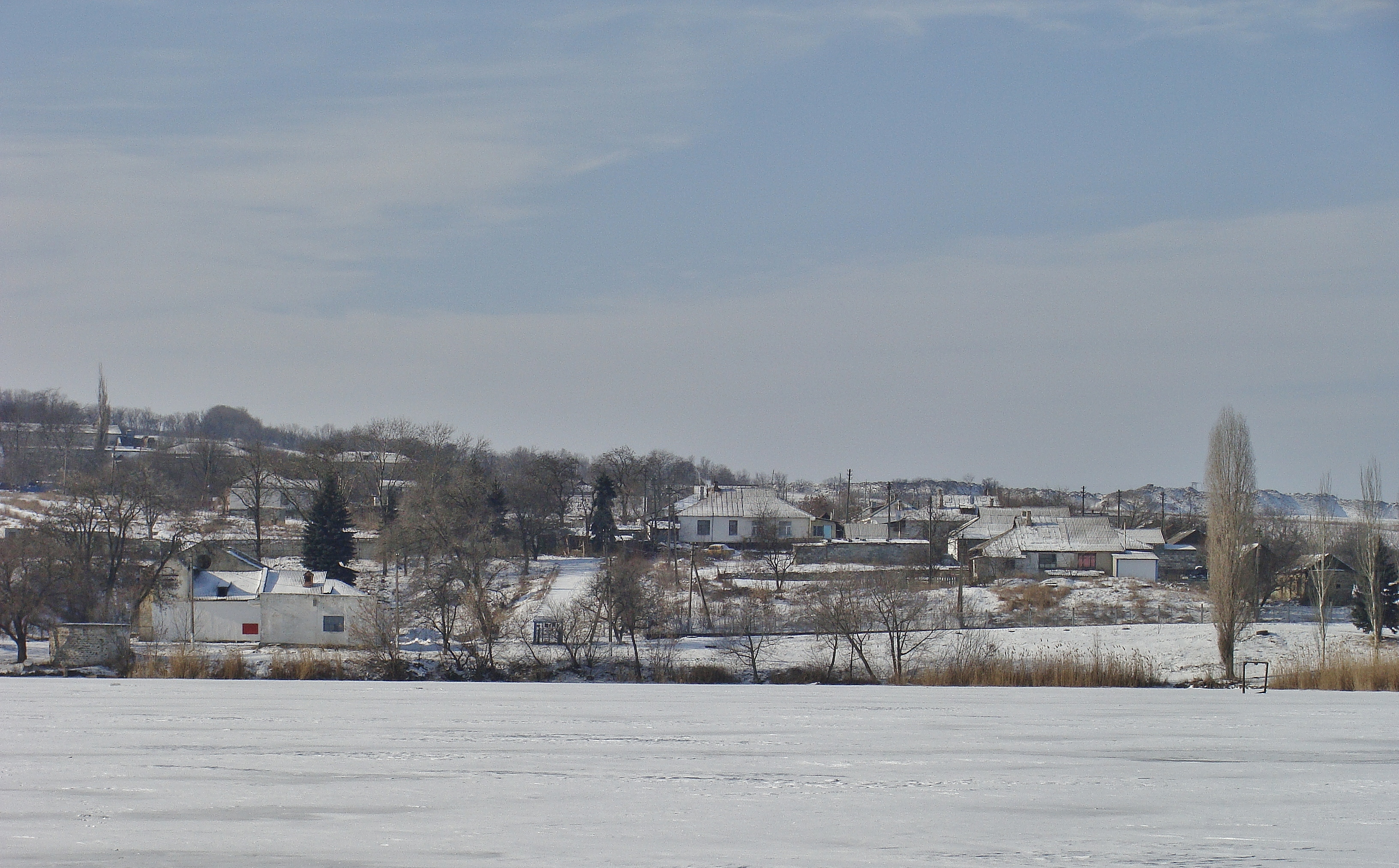
Вид на посёлок с водохранилища.

Водобуд (укр. Водобуд) — посёлок, входит в Харцызский городской совет Донецкой области Украины. Находится под контролем самопровозглашённой Донецкой Народной Республики.

## География
Посёлок расположен на западном берегу Зуевского водохранилища, образованного рекой Крынкой (приток Миуса).

#### Соседние населённые пункты по странам света
С: Горное
СВ: Зуевка
В: город Зугрэс (на противоположном берегу Зуевского водохранилища)
СЗ: Медвежье
З: город Харцызск
ЮЗ: Золотарёвка, Новопелагеевка, Дубовка
ЮВ: Шахтное, Троицко-Харцызск
Ю: Николаевка (ниже по течению Крынки)

## Население
Население по переписи 2001 года составляло 157 человек.

## Местный совет
86783, Донецкая обл., г. Зугрэс, ул. Маяковского, 2.